# Aponogeton distachyos
Aponogeton distachyos conosciuta anche come waterblommetjie (in lingua afrikaans fiorellino d'acqua), è una pianta acquatica appartenente alla famiglia delle Aponogetonaceae.

## Descrizione

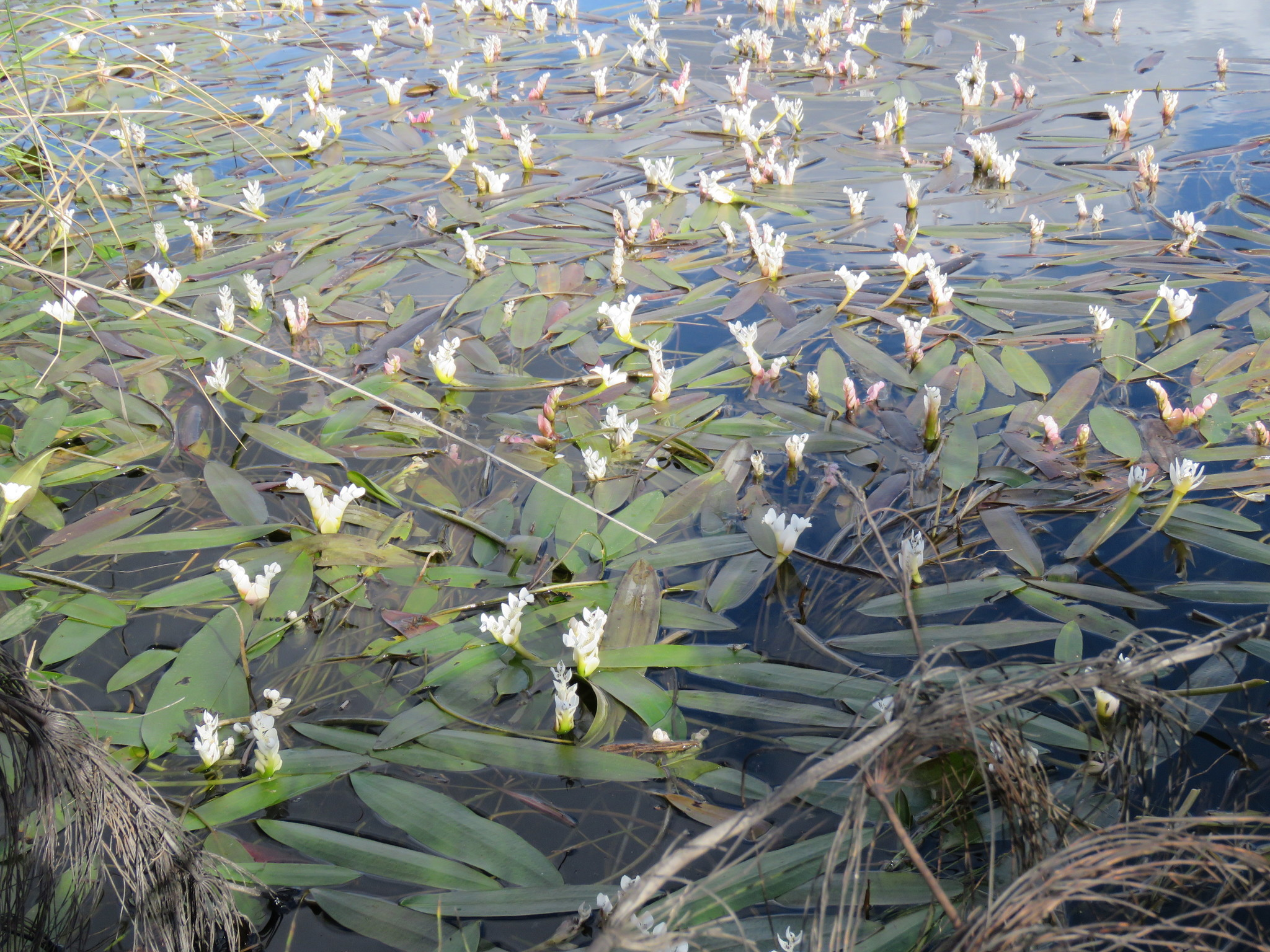
A. distachyos in fiore

A. distachyos è una pianta acquatica che cresce da un rizoma tuberoso. Le foglie spesso screziate galleggiano sulla superficie dell'acqua sostenute da un picciolo lungo fino a 1 m dal rizoma; la lamina fogliare è stretta e ovale, lunga 6–25 cm e larga 1,5–7,7 cm, con margine intero e venature parallele. I fiori sono prodotti su una spiga eretta con due rami all'apice a forma di "Y", mantenuti sopra la superficie dell'acqua; sono dolcemente profumati, con uno o due segmenti di perianzio bianchi simili a petali lunghi 1–2 cm e sei o più stami di colore viola-marrone scuro.

## Distribuzione e habitat
A. distachyos è originaria delle province del Capo Occidentale e di Mpumalanga in Sudafrica, ma è stata introdotta altrove in stagni tranquilli in climi temperati caldi e subtropicali, in zone con precipitazioni invernali. Cresce negli stagni e nei vlei che si seccano in estate, diventando dormiente durante l'estate secca e ricrescendo quando gli stagni si riempiono di pioggia autunnale.

## Usi

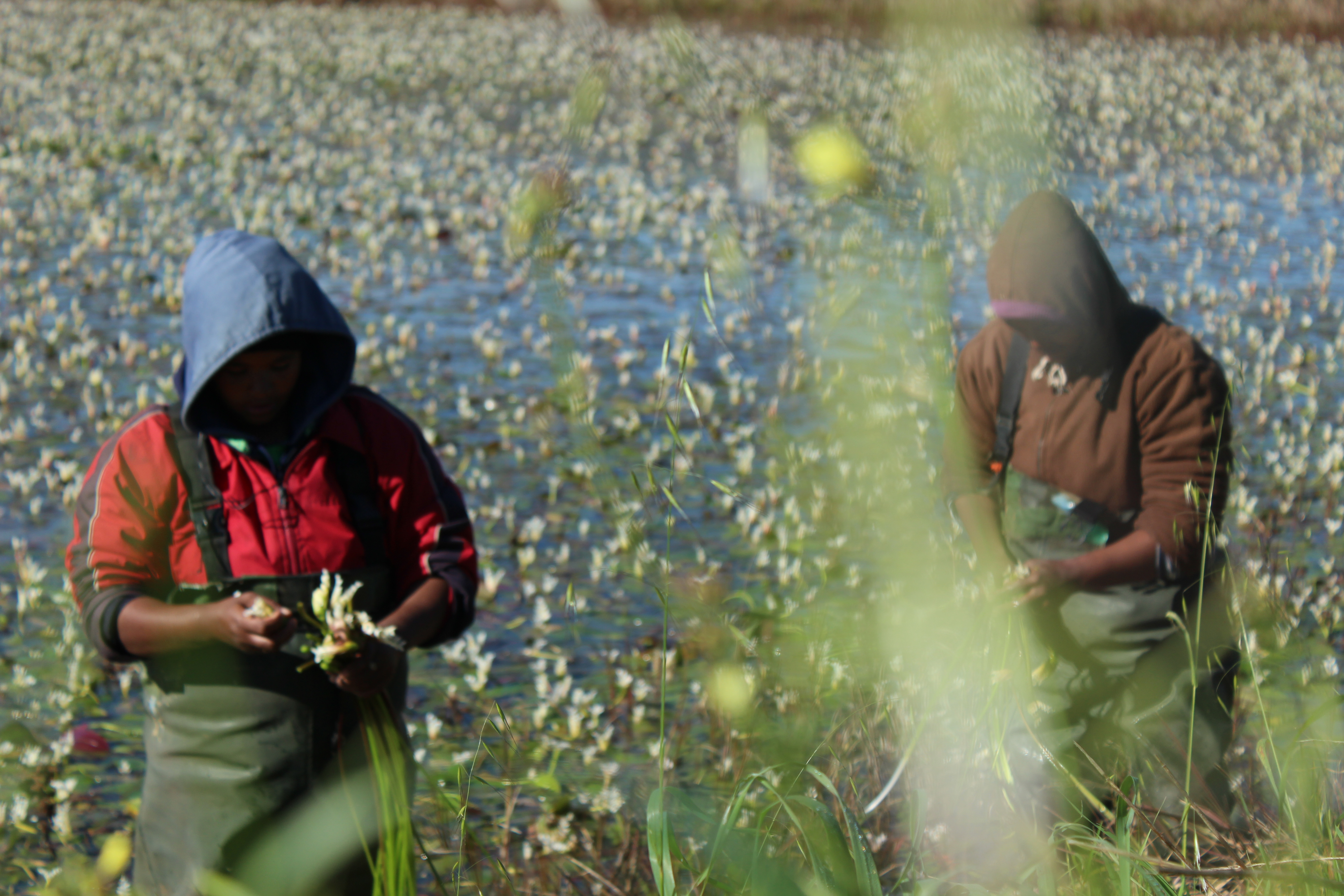
Lavoratori agricoli raccolgono i waterblommetjies destinati al consumo umano nel Capo Occidentale, in Sudafrica.

A. distachyos è ampiamente coltivata in Sud Africa per i suoi germogli e fiori commestibili, utilizzati nella ricetta waterblommetjiebredie.
Viene utilizzata anche come pianta da acquario e da stagno. Fu introdotta in Europa nel diciassettesimo secolo e successivamente in altre parti del mondo. La specie è stata rilasciata in natura ed è diventata ampiamente naturalizzata in Australia e, più localmente, in Francia e Inghilterra. In Nord America è naturalizzata nella California meridionale e occidentale.